# میکله تیمس
میکله تیمس (انگلیسی: Michele Timms؛ زادهٔ ۲۸ ژوئن ۱۹۶۵) بازیکن بسکتبال اهل استرالیا است.
از باشگاه‌هایی که در آن بازی کرده‌است می‌توان به فینکس مرکوری اشاره کرد.
وی در مسابقات کشوری و بین‌المللی در مجموع برندهٔ ۱ مدال نقره، ۲ مدال برنز شده‌است.